# (4503) Cleobulus
(4503) Cleobulus (1989 WM) – planetoida z grupy Amora okrążająca Słońce w ciągu 4,43 lat w średniej odległości 2,7 j.a. Odkryta 28 listopada 1989 roku.